# 朝阳街道 (漳州市)
朝阳街道，原为朝阳镇，是中华人民共和国福建省漳州市龙文区下辖的一个乡镇级行政单位。2018年撤镇设街道。区划代码改为350603005。

## 行政区划
朝阳街道下辖以下地区：
朝兴社区、孚美村、后店村、翁建村、登科村、打山村、恒坑村、桥头村、西洋村、流岗村、书厅村、石井村和六石村。

## 经济
- 福建浦口粮食批发市场：省级粮食加工批发市场。
- 港昌罐头食品有限公司：省农业龙头企业。

## 教育
- 龙文区西洋中心小学
- 龙文区翁建中心小学

## 名胜
- 虎林山古人类遗址：位于后店村樟山社。
- 内林街旧址：明朝繁华闹市。
- 璞山寺遗址：片仔癀发源地。
- 桥头村（楼内村）的明朝万历辛卯年间"长桥石震"、古榕树城墙
- 漳滨村的唐朝"聚奎岩"古建筑物。